# Eupteryx clavalis
Eupteryx clavalis är en insektsart som beskrevs av Mcatee 1919. Eupteryx clavalis ingår i släktet Eupteryx och familjen dvärgstritar. Inga underarter finns listade i Catalogue of Life.